# قطعنامه ۱۴۱۵ شورای امنیت
قطعنامه ۱۴۱۵ شورای امنیت سازمان ملل متحد که در تاریخ ۳۰ مه ۲۰۰۲ تصویب شد، سندی بین‌المللی دربارهٔ بررسی وضعیت خاورمیانه است. این قطعنامه طی نشست ۴۵۴۶ام با ۱۵ رای موافق، ۰ مخالف و ۰ ممتنع تصویب شد.